# Guyver : La Sentinelle de l'ombre
Pour plus de détails, voir Fiche technique et Distribution.
Guyver : La Sentinelle de l'ombre (Guyver: Dark Hero) est un film américain réalisé par Steve Wang, sorti en 1994. C'est la suite du film Mutronics.

## Synopsis
Sean Barker, détenteur d'une bio-armure le transformant en une créature nommée le Guyver, doit combattre la Kronos Corporation.

## Fiche technique
- Titre : Guyver : La Sentinelle de l'ombre
- Titre original : Guyver: Dark Hero
- Réalisation : Steve Wang
- Scénario : Nathan Long et Steve Wang d'après le manga de Yoshiki Takaya
- Musique : Les E. Claypool III
- Photographie : Michael G. Wojciechowski
- Montage : Russ Kingston et Steve Wang
- Production : Steve Wang
- Société de production : Biomorphs
- Pays :  États-Unis et  Japon
- Genre : Action, horreur, science-fiction et thriller
- Durée : 127 minutes
- Dates de sortie : 
  -  Japon : 20 avril 1994
  -  États-Unis : 19 octobre 1994 (vidéo)

## Distribution
- David Hayter : Sean Barker / le Guyver
- Kathy Christopherson : Cori
- Bruno Patrick : Crane
- Christopher Michael : Atkins
- Stuart Weiss : Marcus
- Billi Lee : Mizky
- Jim O'Donoghoe : Gouo
- J.D. Smith : Doug
- Alisa Merline : Brandi
- Wes Deitrick : Volker
- Stephen Oprychal : Bob

## Accueil
Glenn Kenny pour Entertainment Weekly a donné au film la note de B-.